# Ольгерд Ґеблевич
Ольгерд Томас Ґеблевич (нар. 15 жовтня 1972, Голенюві, Польща) — польський політик, з 2010 року маршалок Західнопоморського воєводства. З 2020 року він є президентом Європейської народної партії в Європейському комітеті регіонів і членом правління Європейської народної партії. У 2016 році став головою Асоціації воєводств Республіки Польща.

## Життєпис
Випускник музичної школи 1 ступеня в Голенюві. Закінчив правознавство на факультеті права та адміністрації Щецинського університету та економічні студії в Західнопоморській бізнес-школі. Він також закінчив аспірантуру з управління бізнесом у Варшавському університеті.
Спочатку він працював у банку, потім кілька років працював у секторі міського господарства, майже чотири роки був президентом заводу водопостачання та каналізації в Щецині. Був головою громадської ради повітової лікарні в Голенюві, а також головою Асоціації «Західнопоморський форум водопостачання».

### Політична діяльність
У 2001 році приєднався до «Громадянської платформи». У 2002 році був обраний радником у Голенюві. Став головою бюджетної комісії та клубу радників. У 2005 році став головою Громадянської платформи в Голеньовський повіт.
На місцевих виборах у 2006 році балотувався на 1-ше місце в списку Громадянської платформи в окрузі № 2 до Сейміку Західнопоморського воєводства. Він був обраний радником з результатом 8314 голосів (9,58 %). У сейміку став головою комісії економіки, а також головою клубу радників. 2 грудня 2008 року обраний головою сеймику третьої каденції. У 2009 році він став членом правління Субрегіонального співробітництва держав Балтійського моря (BSSSC) від Польщі.
Він був переобраний у 2010 році з 10 721 голосом (11,65 %). 29 листопада 2010 року призначений воєводськими радниками маршалком воєводства. З 2010 по 2011 рр. — голова BSSSC. У жовтні 2011 року став членом Європейського комітету регіонів. У 2013 році став головою структур Громадянської платформи в Щецині.
На місцевих виборах у 2014 році він знову став радником провінції, отримавши 21 974 голоси. 1 грудня його вдруге обрали на посаду маршала Західної Померанії. 3 березня 2016 року обраний головою правління Союзу воєводств Республіки Польща, за його кандидатуру проголосувало 49 делегатів із 50. На виборах 2018 року він зберіг місце депутата обласної ради ще на один термін, отримавши 42 494 голоси (23,14 %). 23 листопада 2018 року знову призначений маршалком воєводства. У травні 2019 року став членом наглядової ради Національного фонду охорони навколишнього природного середовища та водного господарства. У січні 2020 року обраний головою фракції Європейської народної партії в Комітеті регіонів.
У липні 2021 року його призначили послом Європейського кліматичного пакту в Європейській комісії. У жовтні 2021 року був обраний головою західнопоморських структур Громадянської платформи, таким чином увійшовши до складу національної ради партії. У 2022 році він став членом президії Європейської народної партії.

## Особисте життя
Одружений з Агнешкою – економістом та бухгалтером. Має трьох дочок: Зузанну, Антоніну і Клару.

## Державні нагороди
- Золотий Хрест Заслуги (Польща, 2012)[25]
- Почесний знак «За заслуги перед місцевим самоврядуванням» (Польща, 2015)[26]
- Шабля Кілінського (Польща, 2020)[27]
- Почесний знак «Заслужений почесний донор крові» ІІІ ступеня (Польща, 2021)[28]